# Natalia Vodopyanova
Pour les articles homonymes, voir Vodopianova.
Natalia Vodopyanova (en russe : Наталья Андреевна Водопьянова, Natalia Andreïevna Vodopianova), née le 4 juin 1981 à Saint-Pétersbourg, est une joueuse russe de basket-ball, évoluant au poste d’ailière.
En 2005, elle dispute une rencontre avec le Seattle Storm, n'inscrivant aucun point en trois minutes jouées.

## Club
- 2000-2002 :  Kozatchka-ZAlK Zaporijjia
- 2002-2004 :  Lotos Gdynia
- 2004-2007 :  ŽBK Dynamo Moscou
- 2007-2009 :  UMMC Iekaterinbourg
- 2009-2010 :  ŽBK Dynamo Moscou
- 2011-2014 :  Dynamo Koursk
- 2014-2015 :  Nadejda Orenbourg
- 2019-… :  Spartak Saint-Pétersbourg

- 2005 :  Storm de Seattle

## Palmarès

### sélection nationale
Basket-ball aux Jeux olympiques
- Médaille de bronze aux Jeux olympiques de 2008 à Pékin,  Chine
- Médaille de bronze aux Jeux olympiques de 2004

Championnat du monde
- Médaille d'argent au Championnat du monde de basket-ball féminin 2006 au Brésil

Championnat d'Europe
- Médaille d'or au Championnat d'Europe 2007 en Italie